# Лозовача
Лозовача (лоза), тип је ракије која се добија дестилацијом преврелог грожђаног кљука (комине, џибре). То значи да се након муљања грожђа не одваја вино. Две недеље након завршетка тихог врења кљук се подвргне дестилацији. Дестилација проврелог воћног кљука од грожђа обавља се на умереној ватри. Од 100 килограма кљука грожђа добија се око 15 литара лозоваче јачине 50% алкохола.

## Технологија производње
Технологија производње лозоваче обухвата:
- берба грожђа
- муљање грожђа
- врење кљука
- дестилација преврелог кљука
- одлежавање и формирање лозоваче

## Начин добијања
Целокупни кљук се ставља на врење, затим се слободним падом, без притиска може оцедити на славини каце ружичасто или црно вино онолико колико се жели да се остави, а то се обично ради након 2–8 дана врења. У суду остаје делимично оцеђен кљук, који још увек садржи мање или више вина. Од таквог делимично оцеђеног кљука справља се лозовача која се налази између праве лозоваче и комовице.
Права лозовача добија се дестилацијом преврелог кљука од грожђа, нема одвајања од кљука, нити шире, нити вина након врења кљука. Крај врења кљука установљава се тако што се део кљука процеди и течни део вина сипа у стаклену мензуру, па се у њу урони ексолов широмер. Уколико је кљук потпуно преврео, на широметру се очитавају вредности око 0. Уколико се очитавају вредности од 15–20 степени ексолових, значи да још увек има шећера и за око 1–2%. Тада треба сачекати да он потпуно преври, па тек онда дестилисати кљук.